# Кодама Ґентаро

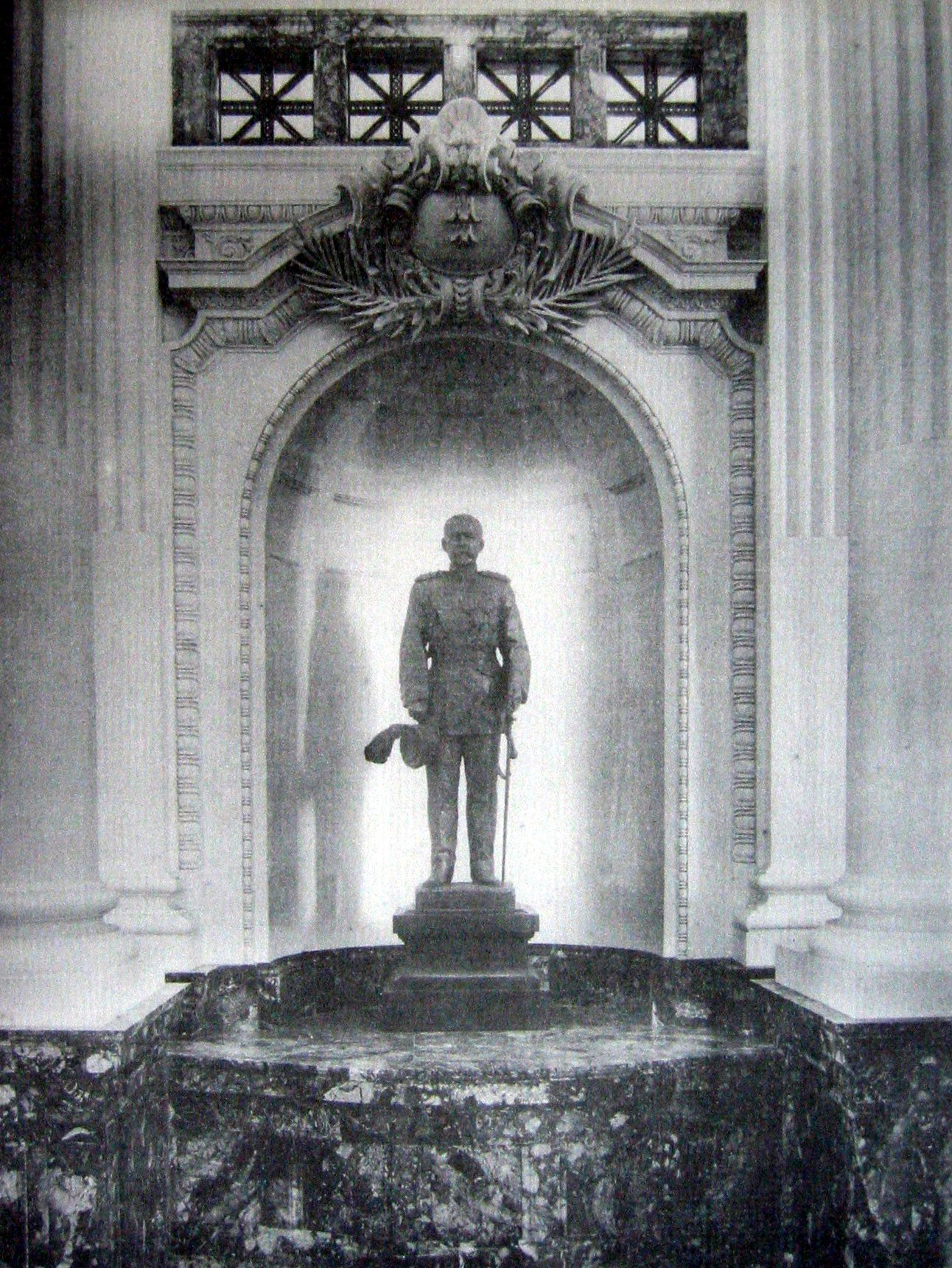
Бронзова пам'ятна статуя Кодами Гентаро

Віконт Кодама Ґентаро (兒玉 源太郎, 16 березня 1852 — 23 липня 1906) — японський генерал японської імператорської армії та урядовий міністр періоду Мейдзі. Він зіграв важливу роль у створенні сучасної японської імперської армії.

## Раннє життя
Кодама народився 16 березня 1852 року в Токуяма, Цуно, провінція Суо, як перший син самурая Кодами Ханкуро. Його батько був самураєм середнього рангу з землеволодінням у 100 коку. У той час у сім'ї Кодами було дві доньки, Хісако, а потім Нобуко, і оскільки Кодама був першим членом сім'ї чоловічої статі, його народження дуже цінувалося всією родиною. Коли народився Кодама, його батько, Ханкуро, був у домі свого друга Шімади Міцуне, знавця китайської поезії, який жив на протилежному боці вулиці й насолоджувався поезією разом із чотирма чи п'ятьма людьми. Коли член родини поспішно прибув, щоб оголосити про народження сина, Ханкуро був надзвичайно радий і помчав прямо додому, щоб підняти тост.

## Військова кар'єра
Кодама розпочав свою військову кар'єру, беручи участь у війні Босін за реставрацію Мейдзі проти сил сьогунату Токуґава в 1868 році. 2 червня 1870 року він був призначений унтер-офіцером, 10 грудня 1871 року отримав звання сержанта, а 15 квітня 1871 року отримав звання прапорщика. 6 серпня йому було присвоєно звання молодшого лейтенанта, а 21 вересня йому було присвоєно звання лейтенанта. 25 липня 1872 року він отримав звання капітана, а 19 жовтня 1874 року — майора.
Будучи солдатом новонародженої японської імператорської армії, він брав участь у боях під час придушення сацумського повстання. Пізніше він вступив до військової школи Хейгакурьо в Осаці (大阪兵学寮). Відбулися послідовні та швидкі підвищення: 30 квітня 1880 року — підполковники, 6 лютого 1883 — полковники, 24 серпня 1889 — генерал-майори.
Кодама був призначений начальником штабного коледжу армії, де він працював з німецьким майором Якобом Меккелем над реорганізацією сучасної японської армії після прусської.
Кодама продовжив вивчати військову науку як військовий аташе Німеччини. Після повернення до Японії в 1892 році він був призначений заступником військового міністра.
Після служби в японо-китайській війні (1894—1895) Кодама став генерал-губернатором Тайваню. Під час свого перебування на посаді він багато зробив для покращення інфраструктури Тайваню та полегшення умов життя жителів. 14 жовтня 1896 року він отримав звання генерал-лейтенанта. Зарекомендувавши себе як чудовий адміністратор, Кодама провів наступне десятиліття, обіймаючи посаду міністра армії під керівництвом прем'єр-міністра Іто Хіробумі. Кодама зберіг цю посаду та взяв на себе паралельні функції міністра внутрішніх справ та освіти при наступному прем'єр-міністрі Кацурі Таро.
6 червня 1904 року Кодама отримав звання генерала. Однак маршал Ояма Івао запросив його бути начальником генерального штабу Маньчжурської армії під час російсько-японської війни . Це було для нього пониження в ранзі, але він все-таки вирішив зайняти цю посаду; жертва викликала бурхливі оплески публіки. Протягом усієї російсько-японської війни він керував стратегією всієї кампанії, як це робив генерал Кавакамі Сороку під час Першої японо-китайської війни десятьма роками раніше. Післявоєнний історик Шиба Рьотаро віддає йому повну заслугу в перемозі Японії під час облоги Порт-Артура, але історичних доказів цього немає, і Кодама мовчав про свою роль у битві. Після війни він був призначений начальником генерального штабу японської імператорської армії, але невдовзі помер.
Кодама швидко піднявся до рангів даншаку (барон) і шишаку (віконт) за системою перів казоку, і його смерть у 1906 році від крововиливу в мозок була розцінена як національне лихо.

## Спадщина
Після петиції сина Кодами, Хідео, імператор Мейдзі присвоїв Хідео титул хакусяку (графа). Пізніше Кодама отримав найвищу честь бути підвищеним до рангу синтоїстських камі. Храми на його честь все ще існують у його рідному місті в Шунані, префектура Ямаґуті, і на місці його літнього будинку на Еносіма, Фудзісава, префектура Канаґава.

## Почесті
З інформацією з відповідної статті в японській Вікіпедії

### Перства
- Барон (20 серпня 1895)
- Віконт (11 квітня 1906)

### Порядок пріоритету
- Старший сьомий чин (березень 1874)
- Старший шостий чин (28 травня 1880)
- П'ятий ранг (18 квітня 1883)
- Четвертий ранг (27 вересня 1889)
- Старший четвертого рангу (26.10.1894)
- Третій ранг (8 березня 1898)
- Старший третього розряду (20.04.1901)
- Другий ранг (23 квітня 1906)
- Старший другого рангу (23 липня 1906; посмертно)

### Нагороди

#### Японський
- Великий Кордон Ордену Священних Скарбів (27 грудня 1899; другий ступінь: 26 грудня 1894)
- Великий Кордон Ордена Висхідного Сонця (27 лютого 1902; 2-й ступінь: 20 серпня 1895; 3-й ступінь: 7 квітня 1885; 4-й ступінь: 31 січня 1878)
- Великий кордон Ордена висхідного сонця з квітами павловнії (1 квітня 1906 р.)
- Великий Кордон Ордена Золотого Коршуна (1 квітня 1906; 3-й ступінь: 20 серпня 1895)

#### іноземні
- Російська імперія: Перший ступінь Ордена Святого Станіслава (12 вересня 1892)
- Франція: Командор Ордену Почесного легіону (14 жовтня 1895)
- Німецька імперія:
  - Лицар першого ступеня Ордену Червоного орла з діамантами і мечами (13 липня 1906)
  - Королівство Баварія: Перший ступінь Ордену «За військові заслуги» (12 вересня 1892)

## Фільми
Актор Тецуро Тамба зіграв Ґентаро в японській воєнній драмі 1980 року «Битва за Порт-Артур» (іноді згадується як 203 Кочі). У фільмі режисера Тосіо Масуди, в якому знялися Тамба як генерал Ґентаро, Тацуя Накадай як генерал Ноґі Маресуке та Тосіро Міфуне як імператор Мейдзі, зображено облогу Порт-Артура під час російсько-японської війни.